# Disacharidy

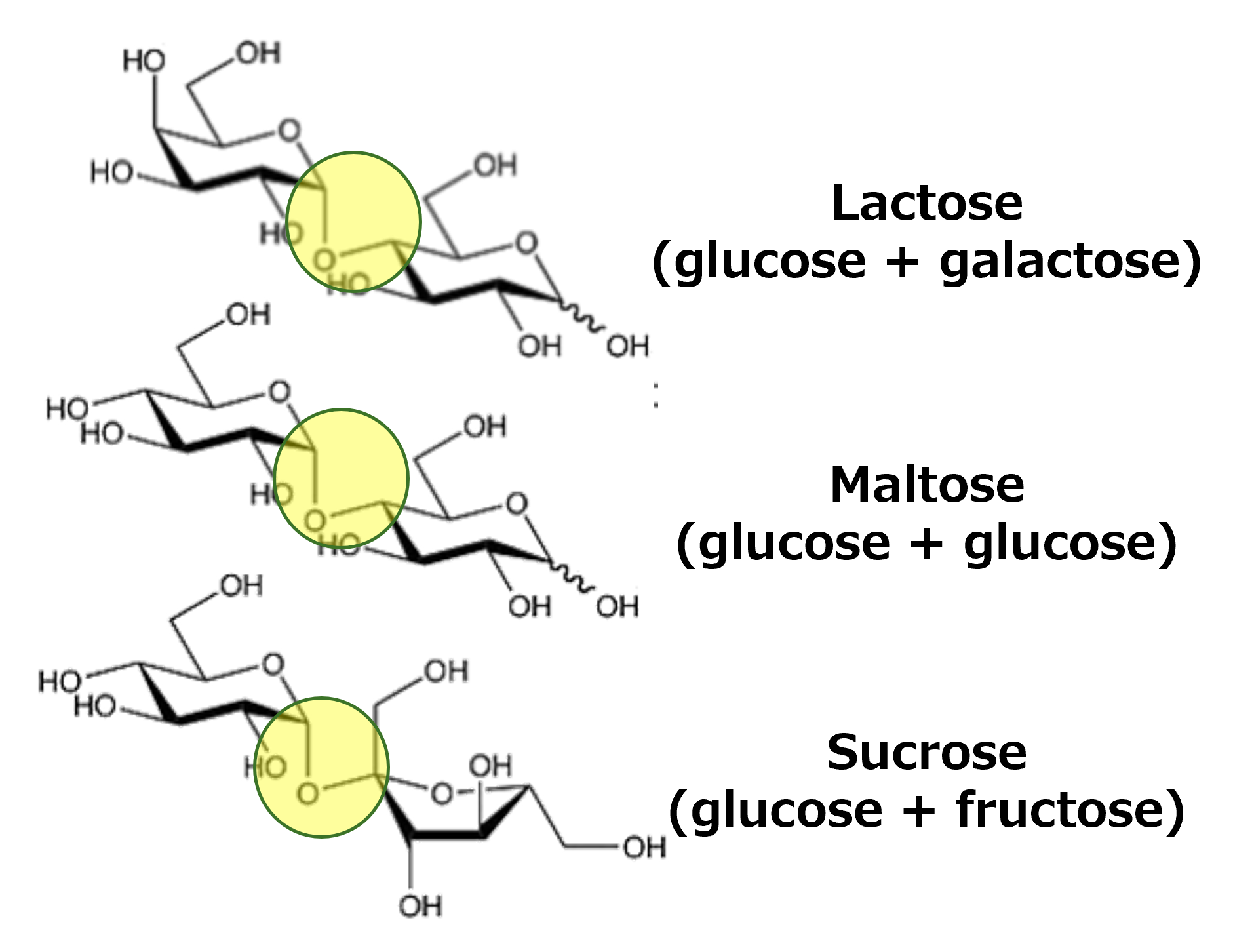
Laktóza, maltóza a sacharóza, každý s cukry, které je tvoří, a zvýrazněnou glykosidickou vazbou

Disacharidy jsou tvořeny 2 cukernými jednotkami (monosacharidy), které jsou navzájem spojeny glykosidickou vazbou. Podle typu glykosidické vazby se disacharidy dělí na redukující a neredukující.

## Dělení disacharidů
- Redukující disacharidy jsou pospojovány glykosidickými vazbami na 1,4 a 1,6 koncích, mají redukční účinky, a proto se dají dokázat Tollensovým a Fehlingovým činidlem, patří sem např. maltóza, laktóza…

- Neredukující disacharidy jsou pospojovány glykosidickými vazbami na 1,1 a 1,2 koncích, na tyto vazby byly spotřebovány obě poloacetalové skupiny -OH, nemají redukční účinky, patří sem sacharóza.

### podle druhů monosacharidových jednotek
- Dialdózy nebo též aldodisacharidy – složené z dvou molekul aldóz
  - maltóza (2 glukózy)
  - laktóza (glukóza a galaktóza)

- Aldoketózy – složené z jedné molekuly aldózy a jedné molekuly ketózy
  - sacharóza (glukóza a fruktóza)

- Diketózy nebo též ketodisacharidy – složené z dvou molekul ketóz

## Názvosloví
Netriviální názvosloví disacharidů bere za základ názvu jméno monosacharidu, u něhož je redukující funkce zachována. Před název se předsune název substituujícího monosacharidu a vyznačí se příslušné anomerní konfigurace s názvem pyranóza nebo furanóza.